# Asterix

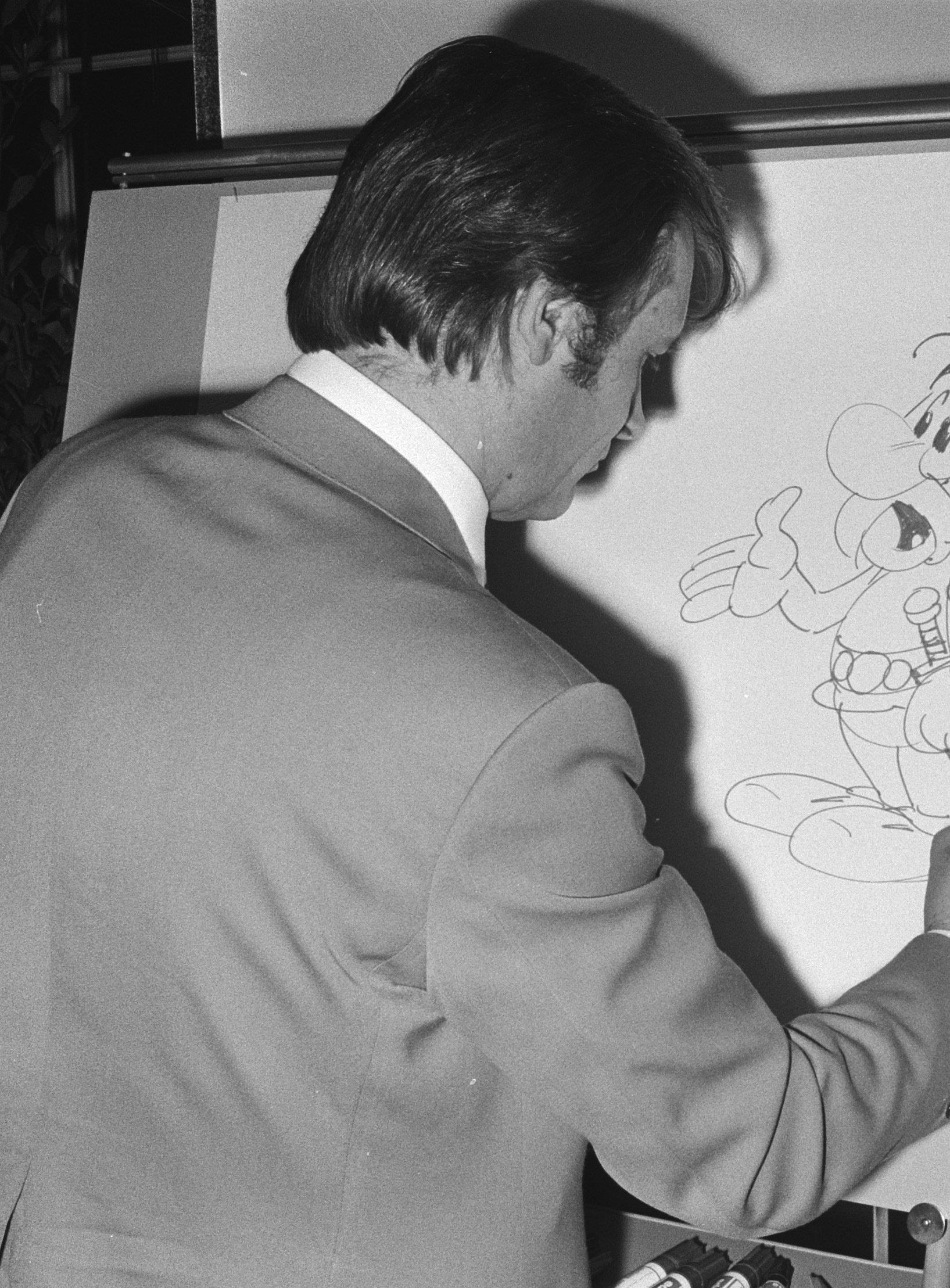
Albert Uderzo tekent Asterix (Amsterdam, 1971)

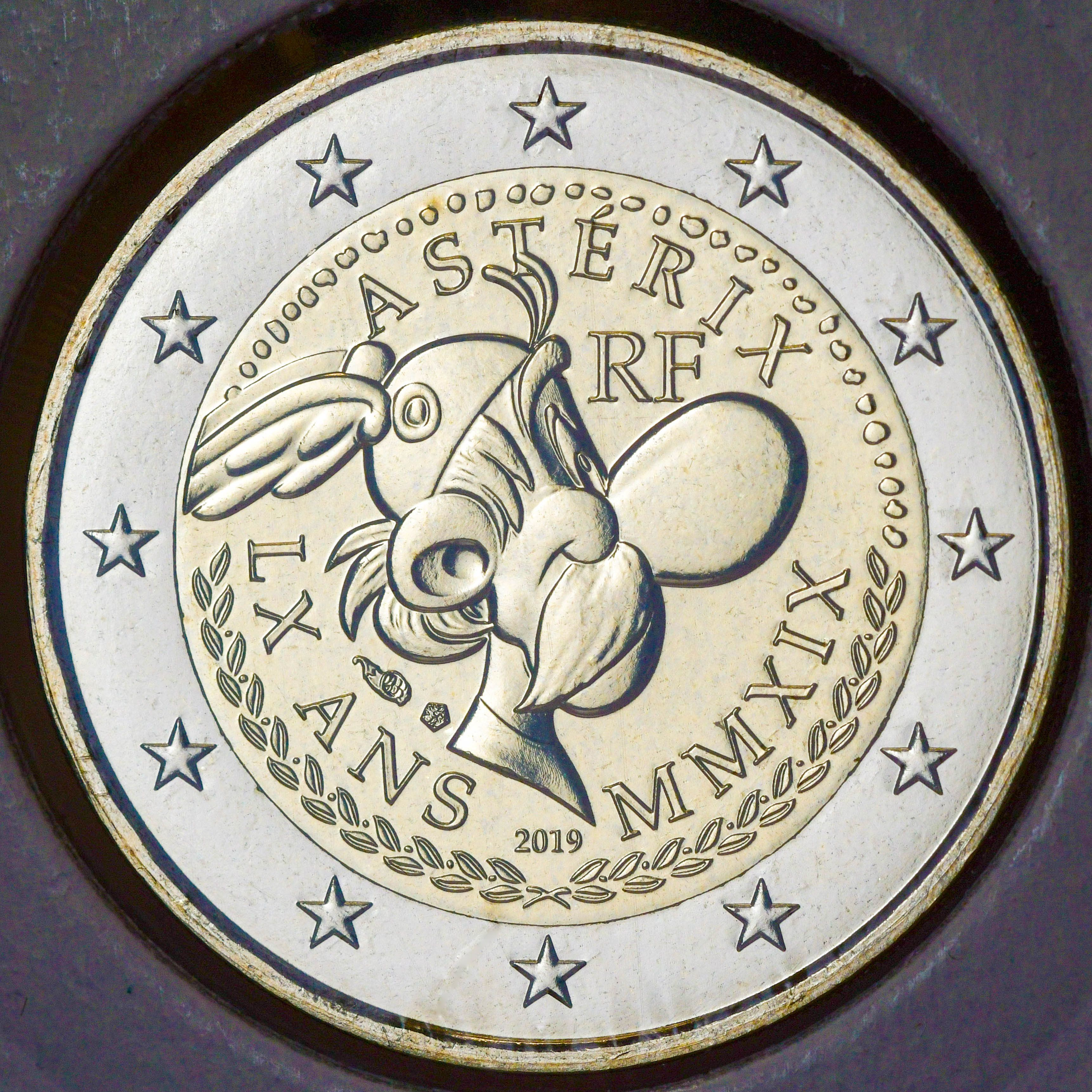
Franse munt van 2 euro ter gelegenheid van het 60-jarig bestaan van de stripreeks Asterix.

Asterix, oorspronkelijk Astérix, is een Franse stripreeks met in de hoofdrol de gelijknamige Galliër. De stripserie is gemaakt door de Franse tekenaar Albert Uderzo en scenarioschrijver René Goscinny, die elkaar in Brussel leerden kennen. De serie is uitgebracht in meer dan 70 landen en vertaald in meer dan 100 verschillende talen. Van de albums zijn in totaal ruim 350 miljoen exemplaren verkocht, waarmee Asterix de bestverkochte stripreeks uit Europa is.

## Inhoud
De strips spelen zich af rond het jaar 50 v.Chr. en verhalen van een dorpje in de streek Armorica (Bretagne) in Gallië. Dit dorpje is er als enige in geslaagd de invasie door de Romeinen onder aanvoering van Julius Caesar te weerstaan met behulp van een toverdrank die de Galliërs oersterk en daardoor onoverwinnelijk maakt. De inwoners van het dorp vormen een ware nachtmerrie voor de Romeinen uit de omliggende legerplaatsen, en zijn een doorn in het oog van Julius Caesar.
Centraal in de reeks staat Asterix, een inwoner van dit dorp. Hij is klein van stuk, maar wel een van de slimste Galliërs. Samen met zijn vriend Obelix maakt hij vaak reizen door het Romeinse rijk voor uiteenlopende doeleinden.

## Publicatie
Het eerste verhaal, Astérix le Gaulois (Asterix de Galliër), verscheen oorspronkelijk in afleveringen in het Franse stripblad Pilote. De eerste aflevering stond in het eerste nummer van Pilote, dat op 29 oktober 1959 verscheen. Het gelijknamige album kwam uit in 1961, in een oplage van 6.000 exemplaren. Het tweede album verscheen al in een oplage van 15.000 exemplaren en sindsdien ging het in stijgende lijn. Asterix en Cleopatra verscheen in een oplage van 100.000 exemplaren, De strijd van de stamhoofden 600.000 en Asterix en de Noormannen 1.200.000.
In Nederland werden de verhalen gepubliceerd in het stripweekblad Pep en later in Eppo en Eppo Wordt Vervolgd. Een kort verhaal, getiteld De Mascotte, verscheen in een gerelateerde stripbundel PEP parade deel 1. Het verhaal De mistletoe verscheen in Pep parade deel 3. Deze verhalen werden later opgenomen in het album Het pretpakket.
De tekst van de originele albums is in het Frans. De albums werden vertaald in veel andere talen en dialecten, waaronder Nederlands, Fries, Limburgs, Twents, Esperanto en Latijn. De eerste zestien albums werden vertaald door Myriam Gianotten, zij is dan ook verantwoordelijk voor de gevleugelde uitspraak "rare jongens, die Romeinen". Vanaf 2002 verschijnen de Nederlandse albums in een nieuwe vertaling, waarin een aantal eerder onvertaald gelaten Franse namen alsnog een Nederlandse versie kreeg. Zo heet de bard Assurancetourix nu Kakofonix.
Na het overlijden van Goscinny in 1977 ging Uderzo alleen door met het uitbrengen van nieuwe verhalen. Uit respect wordt de naam van Goscinny nog steeds op de albums vermeld. Het laatste album waar Goscinny nog aan meewerkte, Asterix en de Belgen, verscheen in 1979, twee jaar na Goscinny's dood.
Begin 2009 gaven Albert Uderzo en Anne, de dochter van Goscinny, te kennen dat zij de groep Hachette Livre de toestemming gaven de strip ook na Uderzo's dood voort te zetten. De uitgeversgroep verwierf eind 2008 zestig procent van de aandelen van uitgeverij Albert-René.

## Nieuwe auteurs
In 2012 werden de opvolgers voor de stripreeks bekendgemaakt: scenarist Jean-Yves Ferri en tekenaar Didier Conrad. Ferri schreef voorheen onder andere een gagstrip rond Charles de Gaulle, die bij Uderzo in de smaak viel. Conrad is dan weer bekend van onder meer De onnoembaren en Marsu Kids. In 2011 werd echter een andere tekenaar voorgesteld: Frédéric Mebarki, die Uderzo al een tijd assisteerde bij het inkten. Dat hij dan toch niet de opvolger werd, heeft onder meer te maken met de keuze van Mebarki om de hoge druk niet te trotseren.
In oktober 2013 verscheen het eerste Asterixalbum van Ferri en Conrad: Asterix bij de Picten.
In oktober 2023 verscheen het veertigste album in de reeks: De witte iris, met Fabcaro (Fabrice Caro) als scenarist en Didier Conrad als tekenaar.

## Personages

### Belangrijkste personages

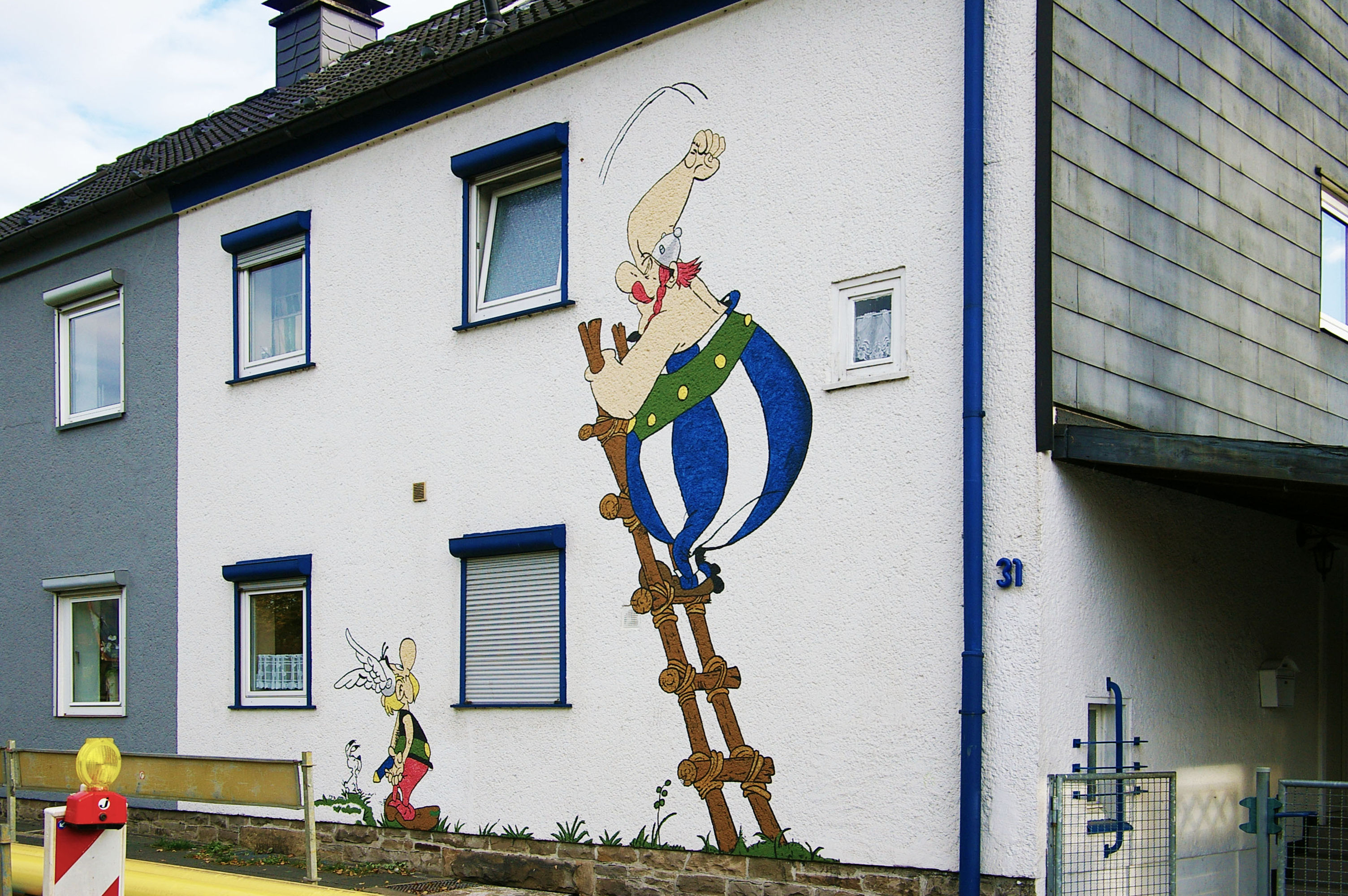
Asterix en Obelix afgebeeld op een muur in Hagen (Westfalen)

Asterixde hoofdfiguur, klein en slim. De naam van Asterix komt van het Franse woord "astérisque", Nederlands asterisk, het typografische sterretje dat onder andere voor voetnoten wordt gebruikt. Asterix draagt een helm met vleugels die, volgens zijn eigen gemoedstoestand, mee bewegen: recht overeind bij verbazing of positieve respons, plat naar beneden bij moedeloosheid of down voelen, enzovoort.
Obelixdit is de menhirhouwer uit het dorp, hij is Asterix' beste vriend. Als kind viel hij per ongeluk in een ketel met toverdrank, waardoor hij erg sterk is geworden. Om eventuele bijwerkingen te vermijden, verbiedt Panoramix hem meestal toverdrank te drinken, iets wat Obelix niet begrijpt. Obelix heeft een goede eetlust en is verzot op everzwijnen. De naam Obelix komt van obelisk. Een bekende uitspraak van Obelix is: "Rare jongens, die Romeinen" ("Ils sont fous, ces Romains") en andere nationaliteiten worden op dezelfde wijze van dwaasheid beschuldigd. Deze uitspraak is zo bekend dat hij in het woordenboek van Van Dale staat.
Idéfixhet hondje van Obelix (van het Franse idée fixe 'dwanggedachte, stereotype'). Nadat de hoofdrolspelers in De ronde van Gallia in Lutetia een ham hadden gekocht, liep het hondje tot het einde van het verhaal achter hen aan, zonder dat er over hem gesproken werd. In het volgende verhaal gaat Idéfix mee naar Egypte en speelt hij een reddende rol. Idéfix is altijd zeer verdrietig wanneer er een boom ontworteld wordt. Obelix stelde ooit voor dat Idéfix misschien ook een dieet moest volgen om 'wat dikker (groter)' te worden, maar buiten een buikje in Asterix en de Belgen blijft hij grotendeels hetzelfde: enkel de haarlengte wordt na Asterix en de ronde van Gallia verminderd om meer expressie toe te laten.
Panoramixde druïde, van belang omdat hij de enige is die de toverdrank kan brouwen. Deze toverdrank bevat met het gouden snoeimes afgesneden maretak, en uit de verhalen weten we dat andere ingrediënten onder andere verse vis, kreeft en aardolie zijn. Daarnaast kent hij veel andere recepten. Hij is eigenlijk de verstandigste in het dorp en de enige die nimmer meedoet aan scheld- en vechtpartijen. Saai is hij echter niet – hij kan best lachen om een goede grap. En hij heeft er geen bezwaar tegen dat de dorpsgenoten de Romeinen afranselen. Panorama letterlijk: (Grieks: παν (pan) = alles, ὁραμα (horama) = schouwspel), en figuurlijk: alles zien, breed kijken.
Heroïxde hoofdman van het dorp. In het Frans en in de oorspronkelijke Nederlandse vertalingen (voor 2002) heet hij Abraracourcix. Dit is een woordspeling op à bras raccourcis wat in het Frans een staande uitdrukking is (letterlijk met verkorte armen) die in het Nederlands wordt vertaald als uit alle macht en figuurlijk zoveel wil zeggen als altijd klaar om erop te slaan.
Kakofonixde bard van het dorp, wiens gezang door de rest van de dorpelingen niet gewaardeerd wordt. Zelf denkt hij echter dat hij prachtig zingt. Zijn naam is een woordspeling op kakofonie. In het Frans, en in de oorspronkelijke Nederlandse vertalingen (voor 2002), heet hij Assurancetourix: een woordspeling op Assurance à tous risques (allriskverzekering).
Julius CaesarRomeinse veldheer en de facto heerser van het Romeinse Rijk (Jules César in het Frans). Zijn aanwezigheid in de strip begint reeds met het eerste album. Dat het dorp van Asterix weerstand blijft bieden, is Caesar een doorn in het oog en zorgt vaak voor wrevel binnen de senaat, wanneer hij nieuwe veroveringen wil financieren of men hem er tot risee van Rome mee maakt. Vaak is hij de vijand van de Galliërs en de leidende kracht achter diverse operaties tegen het dorp, maar hij kan ook sportief zijn. Bovendien helpen de Galliërs hem ook zo nu en dan tegen wil en dank en is hij niet te beroerd om daar iets voor terug te doen, zoals het Gallische dorp herbouwen of een gouden beeldje geven. In verscheidene delen komt zijn relatie met Cleopatra ter sprake.

### Andere personages
Kostunrixde visboer van het dorp. In het Frans heet hij Ordralfabétix (alfabetische volgorde). Er is in Nederland eens een parodie uitgegeven waarin hij Vistix heet. Zijn vissen zijn (vanaf De ziener) altijd bedorven, en deze zijn dan ook altijd weer dé aanleiding om een dorpsruzie te laten uitbarsten. Zelf is hij rond en dik. Hij heeft een vrouw, Forentientje genaamd (in de Franse edities Ielosubmarine naar het nummer Yellow Submarine van de Beatles) en een zoontje. De aanhoudende ruzie tussen Kostunrix en Hoefnix uit zich ook in hun namen. De naam Hoefnix slaat deels op zijn beroep als smid, maar betekent ook 'Ik hoef niks'. Dit is in contrast met Kostunrix (Kost een riks, rijksdaalder) met zijn vrouw Forentientje (Voor een tientje).
Hoefnixde smid. In het Frans heet hij Cétautomatix: en in oudere Nederlandse versies van het eerste deel komt hij onder deze naam even voor. Vooral hij lokt de ruzies uit met Kostunrix, door opmerkingen over diens vis te maken. Het is zijn taak Kakofonix van het zingen af te houden, meestal door hem een dreun te geven met zijn smidshamer. Vaak wordt Kakofonix dan tot zijn middel in de grond geslagen.
Nestorixde oudste van het dorp. In het Frans heet hij Agécanonix. Hij heeft nog in het beleg van Alésia gevochten. Hij is getrouwd met een jonge, bloedmooie vrouw, die een stuk groter is dan hijzelf en die hem zwaar onder de duim heeft, zodat hij thuis meestal aan de afwas zit. Hij loopt met een kruk maar hij kan ook rennen als een kievit. Daarnaast heeft hij altijd een duidelijke mening. Hij kan het niet verkroppen dat mensen hem te oud vinden voor dingen. In verschillende delen gedraagt hij zich als een jongen van 17. Als de inwoners van het dorpje het alweer niet eens kunnen worden over een beslissing, vragen ze aan Nestorix om te beslissen. Hij is genoemd naar Nestor, de oudste strijder in de oorlog van Troje.
Bellefleurde vrouw van Heroïx. In het Frans heet ze Bonemine: een verbastering van 'bonne mine', er goed uitziend. Ze is altijd bezig met het huishouden, en zo niet dan is ze aan het roddelen met de andere vrouwen uit het dorp. Altijd als het misloopt, zit ze te klagen dat ze liever in Lutetia (Parijs) zou wonen, net als haar broer. Ze klaagt ook vaak over haar man, dat hij een voorbeeld moet nemen aan haar broer. Die is tenminste geslaagd in het leven. Ze noemt Heroïx "m'n zwijntje" (cochonnet).
De Pirateneen groep zeerovers die Asterix en Obelix steevast tegenkomen als ze een zeereis maken. Ze zijn een parodie op de strip Roodbaard. Bestaande uit: Roodbaard (de kapitein), Triplix of Driepoot (hulpje dat dol is op Latijnse citaten), Erix (zoon van Roodbaard), Baba (voormalig slaaf die nu het kraaiennest bemant en die de R niet kan uitspreken) en nog een heel ander stel bijfiguren. In de oorspronkelijke Franse strips zijn ze naamloos. Een ontmoeting met Galliërs heeft meestal tot gevolg dat het piratenschip ten onder gaat. Uitzonderingen: In De koperen ketel komen de piraten ongeschonden (en zelfs rijker) uit de strijd. In De odyssee van Asterix blijft het schip van de piraten ongeschonden, zij het dat ze daarvoor tot tweemaal toe de volledige lading van Epidemaïs, de Fenicische koopman, moeten opkopen voor een totaalbedrag van 6000 sestertiën. Tijdens De grote oversteek en Asterix in Hispania moeten de piraten hun proviand afstaan, maar mogen ze hun schip houden. De reis van Nicae naar Massilia (per roeiboot) in De ronde van Gallië en de oversteek van Caledonië terug naar Gallië in Asterix bij de Picten zijn de enige zeereizen waarin de piraten niet ter sprake komen. In De beproeving van Obelix krijgen de piraten, nadat hun schip ongelukkigerwijs door de Galliërs tot zinken werd gebracht, de galei van Caesar ter vervanging, maar niet voor lang: de Romeinen steken het schip bij aankomst in Rome met vuurpijlen in brand.
Walhalla(betekenis: hemel), de mooiste vrouw uit de strip. In het Frans heet ze Falbala. Ze komt oorspronkelijk uit het dorp en is later in Condatum gaan studeren. Obelix – en later ook Asterix – heeft een oogje op haar, hoewel ze tijdens een verhaal trouwt met Tragicomix. Met hem woont ze in Condatum. Obelix heeft het daar nogal moeilijk mee. Zodra hij Walhalla tegenkomt is hij van slag.
Tragicomixde minnaar van Walhalla. Een lange, knappe man, die ook sterk en slim is. In Asterix in het eerste legioen werd hij gedwongen naar Afrika te gaan om daar als soldaat voor Caesar te vechten. Daar wordt hij bevrijd door Asterix en Obelix.
Cleopatraheerseres van Egypte. Zij is in Asterix en Cleopatra de minnares van Julius Caesar. In volgende albums woont ze samen met Caesar in Rome, en later in Alexandrië. Ze komt enkele keren in de strips voor, en krijgt samen met Caesar een zoon. Van die zoon (in De zoon van Asterix) wordt gezegd dat hij later als Ptolemaeus over Egypte zal regeren. Historisch gezien klopt dit beeld maar ten dele. De zoon van Julius Caesar en Cleopatra heerste weliswaar enige tijd als Ptolemaeus XV Caesarion over Egypte, als mederegent naast – en beoogd opvolger van – zijn moeder, maar in Rome is zijn heerschappij nooit serieus genomen, en na de dood van Cleopatra werd Caesarion geëxecuteerd. Wanneer Cleopatra in latere albums haar opwachting maakt, steekt ze vaak de draak met Caesar als het op zijn reputatie aankomt ten aanzien van het Gallische dorp, zoals onder meer op het einde van De roos en het zwaard of in het begin en op het einde van De beproeving van Obelix.
Pompeiuskomt enkele keren voor in de strip als de gezworen vijand van Caesar die het hem zo moeilijk mogelijk wil maken (zie: Asterix en Latraviata).

## Achtergrond

### Kenmerken
Het succes van de verhalen is terug te voeren op een aantal zaken: de hilarische gevechten met de Romeinen; terugkerende elementen (running gags) zoals de piraten; anachronismen waarbij hedendaagse personen en situaties in de Oudheid worden geplaatst, dubbele bodems, knipoogjes naar de Romeinse en Gallische cultuur en geschiedenis, grappen rond Europese stereotypen en de vele woordspelingen. In de originele Franstalige versie zijn veel grappen erg op de francofone cultuur gericht en daardoor soms moeilijk vertaalbaar. Hetzelfde geldt voor bepaalde woordspelingen.
Er zijn veel historische onjuistheden terug te vinden in de strips, zoals de kleding van de soldaten die niet overeenstemt met de tijd waarin Caesar leefde, maar met de keizertijd (Caesar was geen keizer). De helm met vleugels zoals Asterix die draagt, een "Gallische helm", is een 19e-eeuwse fantasie. Ook is de volgorde van gebeurtenissen in diverse albums historisch onjuist: De gehele serie wordt geacht plaats te vinden na de nederlaag van Vercingetorix in Alesia (52 v.Chr.). Diverse gebeurtenissen waarin de hoofdpersonen een belangrijke rol spelen, zoals de opstand van de Belgae en de invasie van Britannia hebben echter in werkelijkheid plaatsgevonden vóór de nederlaag van Vercingetorix. Een ander punt is het Colosseum, dat in de strip Asterix als gladiator reeds te zien is, maar in werkelijkheid meer dan een eeuw later werd gebouwd en pas in het jaar 80 n.Chr. werd voltooid. Ook veel andere gebouwen in de afbeeldingen van Rome dateren van na de eerste jaren van onze jaartelling.
De strip is echter in de eerste plaats humoristisch bedoeld en niet als een realistische historische weergave van de periode.

### Culturele referenties
- De eerste Franse satelliet (gelanceerd op 26 november 1965), officieel A1 genoemd, kreeg van ruimtevaartkundigen de koosnaam Astérix.
- De lancering van het 33e Asterix-album (Het Geheime Wapen) ging gepaard met een niet eerder geziene reclamecampagne. Zo droegen twee vliegtuigen van SN Brussels Airlines afbeeldingen van Asterix en Obelix en werd op 23 augustus 2005 het volledige Asterix-dorp nagebouwd op de Grote Markt van Brussel. Manneken Pis was als Obelix verkleed. In de Washuisstraat werd een muurschildering ingehuldigd, en in de hal van het Belgisch Centrum voor het Beeldverhaal een standbeeld van Asterix. Door de Belgische posterijen werd een Asterix-postzegel uitgebracht, die uitsluitend in het museum in de voorverkoop verkrijgbaar was.
- Het Gallische dorpje is volgens velen gebaseerd op het Franse vissersdorpje Erquy (Bretagne), dat tegenwoordig de titel De geboorteplaats van Asterix draagt. Tekenaar Uderzo gaf wel aan de omgeving van Erquy goed te kennen, maar wenste in het midden te laten waar het dorpje van Asterix zich precies bevindt.[11]
- Onder de krantenkop "Asterix's home village is uncovered" kwam The Independent op 1 april 1993 met de grap dat een team van Franse en Britse archeologen de exacte locatie van een 3000 jaar geleden gebouwde Osismii-nederzetting hadden ontdekt die, met uitzondering van de vierkante palissade, identiek was aan Asterix' thuisdorpje.

### Verwijzingen naar bestaande en fictieve personen
In Asterix hebben karikaturen van beroemdheden soms een kleine cameo of wordt er naar hen verwezen. Ook worden bekende kunstwerken verwerkt in de albums.
Voorkomende personen en kunstwerken zijn:
- Albert Uderzo en René Goscinny in Asterix en de koperen ketel, Obelix & Co., Asterix en de Olympische Spelen, Asterix in Indus-land (3) en Goscinny alleen in De odyssee van Asterix
- Alerme in Het geschenk van Caesar
- Neil Armstrong in De grote oversteek (36:4) (verwijzing naar de uitspraak "Het is een kleine stap voor een mens, maar een grote stap voor de mensheid.")
- Julian Assange, in De papyrus van Caesar (11:2) als Polemix, journalist die geheime informatie in de openbaarheid wil brengen
- The Beatles in Asterix bij de Britten (19:10)
- Silvio Berlusconi in Asterix en de race door de laars (39B-40A)
- De vrouw en schoonzuster van Blauwbaard in Asterix in Indus-land (23:1-2 e.v.)
- Bernard Blier in De odyssee van Asterix
- De Boerenbruiloft van Pieter Bruegel in Asterix en de Belgen (47)
- Gérard Calvi in Asterix in Hispania (als dirigent in de arena)
- Al Capone in Asterix en Cleopatra (De slechterik heet Caponis)
- Jacques Chirac in Obelix & Co. (als Adolescentus, de senator-econoom die het Gallische dorpje het belang van geld probeert aan te praten)
- Harold Wilson in Asterix bij de Britten (Het Britse stamhoofd is een karikatuur)
- Cassius Clay in Asterix en Cleopatra en De kampioen (verwijzing tijdens de boksmatch)
- Christo, de ingepakte menhir in het museum verwijst naar de inpakkunst van Christo (album Het guldenboek)
- Christoffel Columbus in De grote oversteek (38:1) (De Deense Viking)
- Sean Connery (als Nulnulnix, in het Frans Zérozérosix) in De odyssee van Asterix
- Annie Cordy in Asterix en de Belgen (als de vrouw van het Belgische stamhoofd)
- Descartes in Asterix en het 1ste legioen
- De Discuswerper in De lauwerkrans van Caesar (16:5)
- Kirk Douglas in De beproeving van Obelix (als Spartakis, verwijzing naar Douglas' rol in de film Spartacus)
- Paul Dullac in De ronde van Gallia
- Guust Flater als legionair Caius Slampampus in Het ijzeren schild
- Frankenstein in De broedertwist en Asterix in Indus-land
- Benjamin Franklin in De grote oversteek
- Jean Gabin in De Odyssee van Asterix (als Pontius Pilatus)
- Valéry Giscard d'Estaing in Asterix en de koperen ketel (als belastingontvanger, die in formulieren spreekt; Giscard d'Estaing was toen het album werd getekend de Franse minister van Financiën)
- Jean Graton in Het gouden snoeimes
- Johnny Hallyday, de zanger van de Pictische barden in het dorp van Mac Adam. Hij verwijst zelfs naar het nummer Ma gueule door te stellen, na het pak rammel van Obelix: "Mijn smoel? Wat is er met mijn smoel?" (Quoi ma gueule? Qu'est-ce qu'elle a, ma gueule?) in Asterix bij de Picten
- Oliver Hardy en Stan Laurel in Obelix & Co (27:5-6)
- Michel Houellebecq in Asterix en de Griffioen, geograaf Ondecjeplecjus
- Victor Hugo in Asterix en de Belgen (De teksten op de perkamentrollen tijdens de veldslag verwijzen naar Hugo's boek Les Châtiments)
- Jansen & Janssen in Asterix en de Belgen (31:8)
- President Lyndon B. Johnson in De lauwerkrans van Caesar
- Kuifje (als de Belgische soldaat Vlamix) in Asterix en het 1ste legioen
- De Laocoöngroep in De lauwerkrans van Caesar (16:3)
- Charles Laughton in Het gouden snoeimes
- La Gioconda, Mona Lisa in Asterix en de race door de laars (24B)
- Lodewijk XIV in De Broedertwist (5:4) (Tournedix, een van de stamhoofden, poseert als Lodewijk XIV)
- Guy Lux in De Romeinse lusthof
- Aldo Maccione in De roos en het zwaard
- Manneken Pis in Asterix en de Belgen (32:9)
- Jean Marais in Het eerste legioen
- Eddy Merckx in Asterix en de Belgen (hij wordt als een snelle boodschapper uitgebeeld)
- The Monkees als de Monkix in Asterix en de Noormannen (Hippix zingt een van hun liederen)
- Yves Montand als oud-soldaat Agraricus die weer dienst neemt in Het geschenk van Caesar
- Benito Mussolini in De Kampioen (De Romeinse centurio)
- Napoleon Bonaparte in De Kampioen (30:9) (een Galliër die denkt dat hij Napoleon is) en door een pose die Ozewiezewozewiezewallakristallix aanneemt in Asterix op Corsica
- Richard Nixon in Het Geschenk Van Caesar
- Luciano Pavarotti in Asterix en de race door de Laars (18A:20B)
- Don Quichot de la Mancha in Asterix in Hispania (32:4), als de knecht op een ezel de richting aangeeft dat het voorbij de molens linksaf is, roept de ridder te paard, die bij hem is: "Windmolens? Ten aanval!"
- Raimu in De ronde van Gallia (als César de herbergier in Massilia)
- Anatomische les van Dr. Nicolaes Tulp (Rembrandt) in De ziener (10:10)
- Jean Richard in De lauwerkrans van Caesar
- Auguste Rodin in De lauwerkrans van Caesar
- Jean-Paul Rouland in De beproeving van Obelix
- Arthur Seyss-Inquart in Asterix op Corsica (hoewel de persoon in het Franstalige album gebaseerd is op Louis de Funès)
- Paul Tchernia als legionair in Asterix en de Belgen en een centurio in het begin van Asterix op Corsica
- Pierre Tchernia in Het geschenk van Caesar
- Willem Tell in Asterix en de Helvetiërs (39) (verwijzing)
- Lino Ventura in De intrigant
- Het vlot van de Medusa in Asterix en het 1ste Legioen (35:3)
- Het Vrijheidsbeeld in De Grote Oversteek (35:7)
- Andy Warhol-parodie op zijn schilderijen (Marilyn Monroe) in Het guldenboek. Terugblik op de lauwerkrans van Caesar (Exsloverus)

### Gezegdes in het Latijn
In de regelmatige confrontaties van de Galliërs met de Romeinen worden vaak Latijnse uitdrukkingen gebruikt van vooraanstaande Romeinse personen. De piraat die op een kruk steunt spreekt uitsluitend in Latijnse spreekwoorden. Enkele citaten zijn uit het Nieuwe Testament afkomstig.
- "Alea iacta est" = De teerling is geworpen.
- "Ave Caesar morituri te salutant!" = Gegroet Caesar!, zij die gaan sterven groeten u. Ofwel van (Suetonius Paulinus, de legeraanvoerder) of van Gaius Suetonius Tranquillus, de geschiedschrijver. Deze beroemde uitspraak wordt in sommige albums weleens geparodieerd: "Ave Caesar lucratori te salutant!" = ("Gegroet Caesar, zij die zich gaan verrijken groeten u.")
- "Maior e longinquo reverentia" = Van verre is de eerbied groter.
- "Mens sana in corpore sano" = Een gezonde geest in een gezond lichaam. (Juvenalis)
- "Non licet omnibus adire Corinthum": Niet iedereen valt het ten deel naar Korinthe te gaan. (Horatius)
- "Non omnia possumus omnes" = Ieder kan niet alles. (Virgilius)
- "Nunc est bibendum" = Nu is het tijd om te drinken. (Horatius)
- "O tempora! o mores!" = O tijden! O zeden! (Cicero)
- "Panem et circenses" = Brood en spelen. (Juvenalis)
- "Quis, quid, ubi, quibus auxiliis, cur, quomodo, quando?" = Wie, wat, waar, op welke wijze, waarom, hoe en wanneer? (Marcus Tullius Cicero)
- "Quo vadis?" = Waar gaat gij heen? (Petrus, volgens de overlevering)
- "Timeo Danaos et dona ferentes" = "Ik ben bang voor Danaërs (= 'Grieken'), ook als zij geschenken aanbieden". (Virgilius)
- "Veritas odium parit" = De waarheid maakt vijanden.
- "Dulce et decorum est pro patria mori" = Het is goed en zoet om voor het vaderland te (mogen) sterven. (Horatius)

### Historische verwijzingen en verwijzingen naar de hedendaagse maatschappij
In de boeken van Asterix wordt geregeld een verwijzing gemaakt naar historische gebeurtenissen en de hedendaagse maatschappij. Sommige zijn heel subtiel verstopt, andere zijn weer duidelijk te lezen. Hier volgt een aantal van deze verwijzingen.
- In Het gouden snoeimes zingt Obelix Douce Gaule – een verwijzing naar Charles Trenets hit Douce France.
- Abraracourcix begint zijn toespraken met "Gaulois, Gauloises!" zoals Charles de Gaulle steeds begon met "Français, Françaises!"
- Kakofonix zingt in Asterix als gladiator in het Circus een aangepaste versie van de Brabançonne, het Belgisch volkslied.
- In Asterix en Cleopatra beklimt Obelix de Sfinx van Gizeh. Wanneer hij bijna boven is, breekt de neus af, doordat hij erop staat. Daardoor heeft de Sfinx in Egypte geen neus meer.
- In Asterix en Cleopatra wordt een bezoek gebracht aan Luxor en Obelix stelt voor een obelisk naar Gallië te brengen. Dat gebeurde inderdaad, maar pas in 1836. Aan het einde van het verhaal hakt Obelix een menhir in de vorm van een obelisk.
- In Asterix en Cleopatra zegt Asterix tegen Cleopatra, dat ze gerust weer een beroep op de Galliërs mag doen als ze weer hulp nodig heeft om iets te bouwen, bijvoorbeeld een kanaal van de Middellandse Zee naar de Rode Zee. Dit verwijst naar de bouw van het Suezkanaal door een Frans bedrijf in 1869.
- In Asterix in Hispania is Asterix de eerste stierenvechter. In de arena raapt hij een rode cape op die van de tribune is gevallen. De stier die achter hem aan zit reageert erop, en Asterix verslaat de stier.
- In Asterix in Hispania vraagt Kostunrix aan Obelix een aantal menhirs om een stukje geërfd land aan te kleden. Dit verklaart volgens de schrijvers het menhirveld in Carnac, al geven ze zelf later nog een alternatieve verklaring in De zoon van Asterix, waar Obelix de 'huur' van melkkoeien betaalt met menhirs aan een boer, die de stenen in een veld plaatst, zoals dit in Carnac het geval is.
- In De ronde van Gallia reist Obelix met een grote gele zak op zijn rug, alsof hij de Gele trui (Ronde van Frankrijk) van de Tour de France draagt. Op de achterkant van de zak zit een vierkant vlak, waar het nummer van de renner op zou staan.
- In Asterix bij de Britten spreekt Notax over een tunnel die ze van Gallia naar Britannia willen leggen. Ze zijn er al mee bezig, maar het zal nog wel even duren. Op het moment dat het boek geschreven werd, was de huidige Kanaaltunnel nog niet in aanbouw, maar lag wel op de tekentafel.
- In Asterix bij de Britten krijgt Asterix van Panoramix een kruid mee. Later in het verhaal, wanneer Asterix en Obelix bij de Britten zijn, legt hij de kruiden in een ketel water. Het geeft de Britten kracht en hun stamhoofd zegt er een nationale drank van te maken. Later hoort Asterix dat het kruid thee heet.
- In Asterix bij de Britten wordt in de meest recente herdruk door Asterix gevraagd aan Notax hoe de Britten tegenover het vasteland staan, een verwijzing naar de houding van de Britten aangaande de Europese Gemeenschap en de Euro. Notax stelt dat daar de meningen over verdeeld zijn.
- In De grote oversteek, waarin Asterix en Obelix naar Amerika reizen, staat Asterix te seinen naar een schip. Hij doet dit door op een stapel stenen te staan. Hij heeft in zijn ene hand een fakkel en houdt onder zijn andere een boek. Het Vrijheidsbeeld dat hij uitbeeldt, was in 1885 door de Fransen aan de Amerikanen gegeven. Dit vindt plaats op een klein eiland (Ellis Island) dat vlak bij een groot eiland (Manhattan) ligt, waar ze eerst vandaan kwamen (New York).
- Er wordt ook gerefereerd aan de moord op Caesar. In Asterix als gladiator en De zoon van Asterix spreekt Caesar Brutus aan met "Ook jij, Brutus" de woorden die Caesar gesproken zou hebben toen Brutus hem neerstak. In De intrigant zegt Caesar tegen Brutus dat hij zijn mes weg moet doen, voordat hij er iemand mee verwondt. Brutus denkt op een gegeven moment in zichzelf: "Ik word gek van die toespelingen van hem. Het komt nog een keer zover dat ik ...". In De ziener wordt er een verwijzing naar gedaan wanneer gesteld wordt dat Caesar op een gegeven moment een ziener raadpleegt over zijn toekomst, die stelt dat 'zolang Brutus aan zijn zijde is hij niets te vrezen heeft', terwijl de laatste, aan Caesars voeten gezeten, met een mes speelt.
- In Asterix en het 1ste legioen wordt een verwijzing gemaakt naar het Franse Vreemdelingenlegioen.
- In Asterix en Cleopatra spreekt Panoramix de woorden "twintig eeuwen zien op je neer". Een allusie op Napoleon Bonaparte, die zijn leger toesprak met: "veertig eeuwen zien op u neer".
- In Asterix en de Helvetiërs wordt een verwijzing gemaakt naar een vergadering van de Verenigde Naties in Genève. In hetzelfde boek komt ook nog een Zurix Bank voor. In Zürich hebben alle beroemde Zwitserse banken een vestiging. Waar Zwitserland ook beroemd om is, is de oprichting van het Rode Kruis en hun medische hulp aan oorlogsslachtoffers. Hier wordt naar verwezen wanneer een Helvetiër een Romein neerslaat en hem vervolgens verbindt. Na een aantal capriolen van Asterix en Obelix verklaart een Helvetiër: "Zulke dingen drijven je gewoon tot neutraliteit." Een referentie naar de Zwitserse neutraliteit.
- In De odyssee van Asterix is de geheim agent Nulnulnix (oorspronkelijk Zérozérosix) een verwijzing naar de Schotse acteur Sean Connery die de rol van James Bond (007) vertolkte. Ook aan de Bondgadgets is gedacht, en aan het drankje dat hij drinkt.
- Het citaat van Julius Caesar dat Abraracourcix in Asterix en de Belgen verschrikkelijk opwindt, "Van alle Galliërs zijn de Belgen het dapperst", komt uit Caesars De bello gallico.
- In Asterix en de Belgen suggereert een Belg aan zijn vrouw dat ze eens moest proberen aardappelen in reepjes te snijden en in een pot hete olie te gooien. Frieten bakken dus. Het is trouwens een anachronisme, want in Europa waren aardappelen destijds nog niet bekend.
- In Asterix en de Belgen ruziën de Belgische stamhoofden aan tafel om de tong van een everzwijn. In de Franse versie is de allusie op de Belgische taalstrijd duidelijker, gezien "une langue" zowel een "tong" als "taal" kan betekenen.
- In De lauwerkrans van Caesar staat op een slavenmarkt een slaaf die verschillende klassieke beelden uitbeeldt, zoals de Laocoöngroep, de Denker en de Discuswerper. Ook dit is een anachronisme, want de Denker is pas in 1881 gemaakt.
- In De Romeinse lusthof spreekt Caesar over zichzelf in derde persoon. In deze stijl schreef hij De Bello Gallico. Charles de Gaulle sprak ook in de derde persoon over zichzelf.
- In Asterix op Corsica rekenen de Corsicanen met Caesar af door te zeggen dat indien ze ooit een keizer willen aanvaarden, het een Corsicaan zal moeten zijn; een duidelijke verwijzing naar Napoleon Bonaparte. De Corsicaan die dit zegt neemt hierbij de bekende Napoleon-pose aan. De naam van de gevangen Corsicaanse leider Ozewiezewozewiezewallakristallix (Ocatarinetabellatchitchix) verwijst in het Nederlands naar het kinderliedje ozewiezewozewiezewalla kristalla (in het Frans naar Tchi, tchi, met het refrein "Ô Catarinetta bella, tchi-tchi", van de Corsicaanse zanger Tino Rossi). De naam inspireert Assurancetourix tot het componeren van een liedje.
- In De ronde van Gallia wordt verwezen naar een deel van de "Autoroute Du Soleil", waar een file van toeristen staat die onderweg zijn naar het strand. In de strip staat een bord langs de weg met het nummer "VII", de huidige A7.
- In Asterix bij de Picten wordt in de Nederlandse vertaling bij het afscheid van de Pict verwezen naar de Nederlandse troonwisseling in 2013 met de opmerking 'Even wuiven misschien?'
- In Asterix bij de Picten is er een witte Pict met een rood kruis op de bijeenkomst die zich beroept op zijn neutraliteit, een verwijzing naar het Rode Kruis uit Zwitserland en de Zwitserse neutraliteit.
- In De beproeving van Obelix zingt de Goot onder de groep van Spartakis "Wir Fahren nach die Heimat", een verwijzing naar een Duits soldatenlied.
- In Het ijzeren schild bezoeken Asterix en Obelix een wielenfabriek in Nemessos. Dit verwijst naar het bandenmerk Michelin, dat bij dezelfde plaats is gevestigd: het huidige Clermont-Ferrand.
- In Het gouden snoeimes wordt de Le Mansstart van de 24 uursrace in beeld gebracht. De oude benaming van Le Mans is hier Suindunum.
- De toestand van de Spaanse wegen, die stereotiep continu in herstelling zijn, is onderdeel van Asterix in Hispania.
- In Asterix bij de Picten 'vindt' druïde Mac Robiotik het golfspel uit in een moment van helderheid tijdens het gevecht rond de ontmoetingsplek voor de keuze van een nieuwe koning, door een steentje met zijn staf in het gat te mikken, waar de kiessteen in lag.
- In De odyssee van Asterix belandt de rotsolie ongelukkigerwijs overboord, kort voor aankomst in de thuiswateren, en boven op een nabij dobberende meeuw, die luidkeels protesteert ("ah neen, gaan jullie nu al beginnen?"), een verwijzing naar de olierampen.
- Eveneens in De odyssee van Asterix worden Asterix en Obelix op hun tocht door de woestijn meermaals beschoten door telkens andere groeperingen die, zo blijkt, met elkaar in conflict liggen: een verwijzing naar de conflicten en twisten in het Midden-Oosten.
- In De ronde van Gallia beklaagt een visser zich over 'al dat buitenboordgedoe', als Obelix een schip vooruit stuwt tot Lutetia, als een buitenboordmotor: een tegenwoordig vaak gehoorde klacht van sportvissers die zich ergeren aan jetski's, raceboten of boten met buitenboordmotor die de rust - en de vissen - komen verstoren.

## Films en televisieprogramma's
Over Asterix werden in de periode van 1967 tot en met 2006 acht tekenfilms uitgebracht. De meeste hiervan zijn direct gebaseerd op één stripalbum, maar lenen soms ook wat elementen uit andere albums. In de jaren 1990 waren er ook twee verschillende kinderblokken rond Asterix op de Franse zender Antenne 2. In het tijdvak 1999 – 2023 zijn er vijf live-actionspeelfilms uitgebracht, met een verfilming van Asterix op Corsica gepland, en in 1967 werd er ook een live-actiontelevisiefilm gemaakt. Verder zijn er drie 3D-computeranimatiefilms gemaakt tussen 2014 en 2026, en twee televisieseries in dezelfde stijl. Onvoltooid bleef een in 1967 geplande tekenfilm over het album Het gouden snoeimes. Dit omdat de film, net als Asterix de Galliër, geen akkoord had van de auteurs.

### Tekenfilms

#### Traditionele animatie
- Asterix de Galliër – Asterix le Gaulois, 1967
- Gepland, maar nooit voltooid: een film over Het gouden snoeimes, 1967
- Asterix en Cleopatra – 1968
- Asterix verovert Rome (ook bekend als Asterix en de helden) – Les Douze travaux d'Astérix, 1976
- Asterix contra Caesar – Astérix et la surprise de César, 1985
- Asterix en de Britten – Astérix chez les Bretons, 1986
- Asterix en de knallende ketel – Astérix et le coup du menhir, 1989
- Asterix in Amerika – Astérix et les Indiens, 1994 (geen Nederlandse nasynchronisatie)
- Asterix en de Vikingen – Astérix et les Vikings, 2006

#### Digitale animatie
- Asterix en de Romeinse Lusthof – Asterix et le Domaine des Dieux, 2014
- Asterix: Het geheim van de toverdrank – Astérix : Le Secret de la potion magique, 2018
- Asterix in Nubië – Astérix : Le Royaume de Nubie, 2026

### Live-actionfilms

#### Televisiefilm
- Geen Nederlandstalige vertaling – Deux Romains en Gaule, 1967

#### Bioscoopfilms
- Asterix & Obelix tegen Caesar – Astérix et Obélix contre César, 1999
- Asterix & Obelix: Missie Cleopatra – Astérix & Obélix : Mission Cléopâtre, 2002
- Asterix en de Olympische Spelen – Astérix aux Jeux Olympiques, 2008
- Asterix & Obelix bij de Britten – Astérix et Obélix : Au service de Sa Majesté, 2012
- Asterix & Obelix in het Middenrijk – Astérix et Obélix : L'Empire du Milieu, 2023
- Gepland: een film over Asterix op Corsica, 202?

### Televisieprogramma's

#### Kinderblokken
- En avant Astérix op Antenne 2, 1990
- À l'air d'Astérix op Antenne 2, 1991

#### Digitale animatie
- Idéfix en de onverzettelijken – Idéfix et les Irréductibles, 2021-heden
- Asterix & Obelix: De strijd van de stamhoofden – Astérix & Obélix: Le combat des chefs, 2025

## Parodieën
Een parodie op Asterix is het illegaal uitgegeven album Asterix en de kernsentrale ... of het recht van de sterkste uit 1979 (in herdruk ook uitgegeven als Asterix en de kerncentrale). In dit 48 bladzijden tellende album, dat ook in het Duits en het Spaans is verschenen, zetten Asterix en Obelix zich in tegen de op hun grondgebied geplande snelle kweekreactor Brutus Rapidus. Het is samengesteld uit bestaande plaatjes uit alle albums die tot dan waren verschenen, waarbij de tekst in de tekstballonnen werd gewijzigd. De winst op de verkoopprijs zou "besteed worden aan omkoping van Haars en andere milieuvriendelijke activiteiten".
Net als van Kuifje, Suske en Wiske, Lucky Luke en De Smurfen is er ook een seksparodie van Asterix die dan Asterix de Geilaard heet en in eenzelfde patroon de parodie Isterix, waarbij Asterix en de dorpelingen allemaal nozems zijn op grote motoren.

## Parc Astérix
In het Franse Plailly, ongeveer 35 km ten noorden van Parijs, is sinds 1989 een Asterix en Obelix-pretpark gevestigd: Parc Astérix. In dit park zijn figuren uit de Asterix-stripreeks in levenden lijve te bewonderen en ook alle attracties zijn gethematiseerd naar de stripreeks.